# Tioman

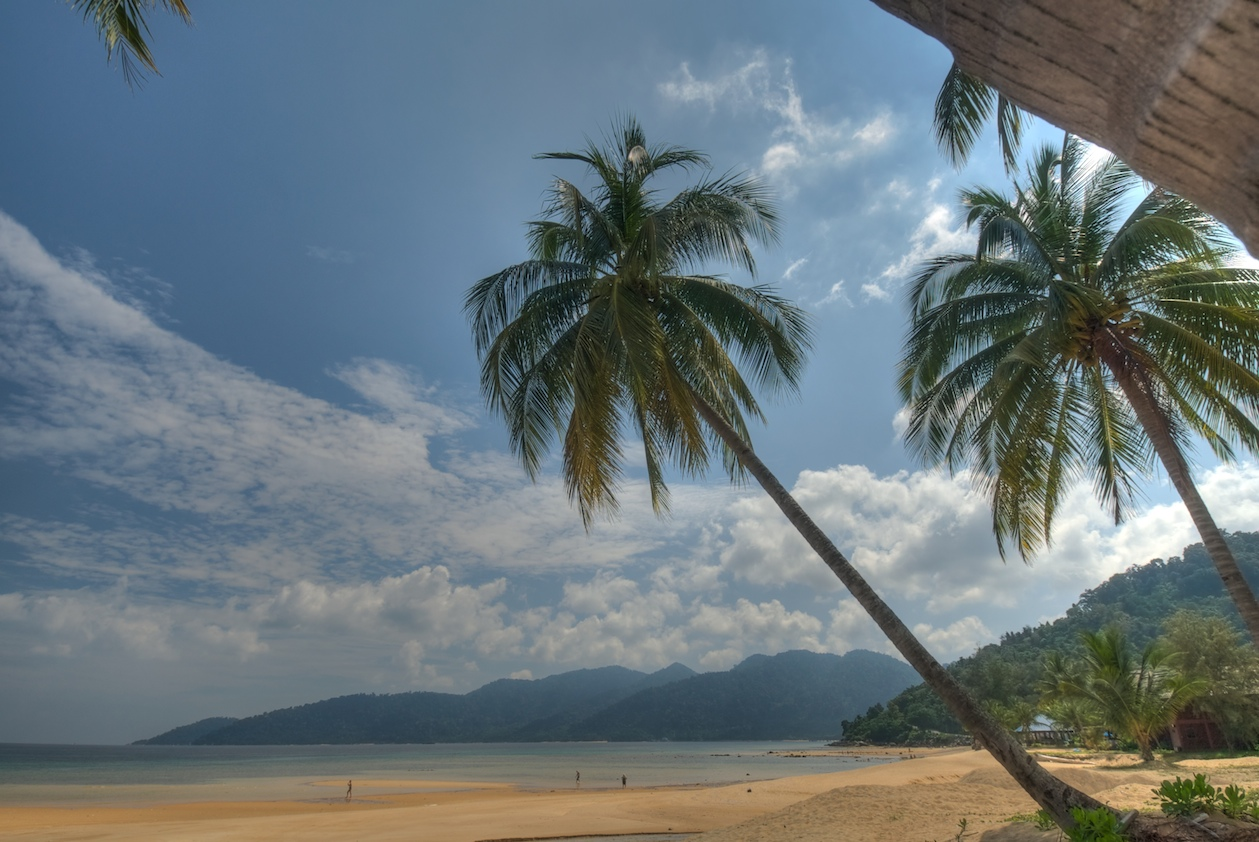
Ostrov Tioman

Tioman (malajsky Pulau Tioman) je ostrov ve státě Pahang a oblasti Rompin v Malajsii. Leží 32 km od východního pobřeží státu a je 20 km dlouhý a 12 km široký. Nachází se zde 8 hlavních vesnic, z nich je největší a nejznámější Kampung Tekek na severu. Tento řídce obydlený ostrov je hustě zalesněný a v jeho okolí se nachází mnoho korálových útesů, což z něj dělá populární místo pro potápění. Na pobřeží ostrova je také mnoho letovisek a dřevěných chat.
V 70. letech 20. století označil týdeník Time Tioman za jeden z nejkrásnějších ostrovů světa.[zdroj⁠?!]
Ostrov je součástí území státu Pahang, přestože je geograficky blíže k pevnině státu Johor a přepravuje se na něj trajekty z johorského pobřežního města Mersing. Na ostrově leží 4 kampongy (tradiční vesnice): Salang, Tekek, Juara a Air Batang.

## Turistické atrakce
- Letiště Tioman
- Záliv Panuba
- Vesnice Tekek
- Zlaté město – část vesnice Salang
- Vodopád Asah

## Doprava
Na letiště Tioman přilétají lety z Subangu. Na ostrov plují trajekty z malajského pobřeží.